# District de Mastung
Le district de Mastung (en ourdou : ضلع مستونگ) est une subdivision administrative du centre de la province du Baloutchistan au Pakistan. Il est créé en juillet 1991 en divisant le district de Kalat, autour de son chef-lieu Mastung, qui est situé à moins de 50 kilomètres au sud de la capitale provinciale Quetta. 
Le district est principalement rural et peuplé de quelque 270 000 habitants en 2017. Surtout pauvre et vivant de l'agriculture malgré un climat aride, la population est en majorité constituée de tribus brahouis, pachtounes et baloutches.

## Histoire

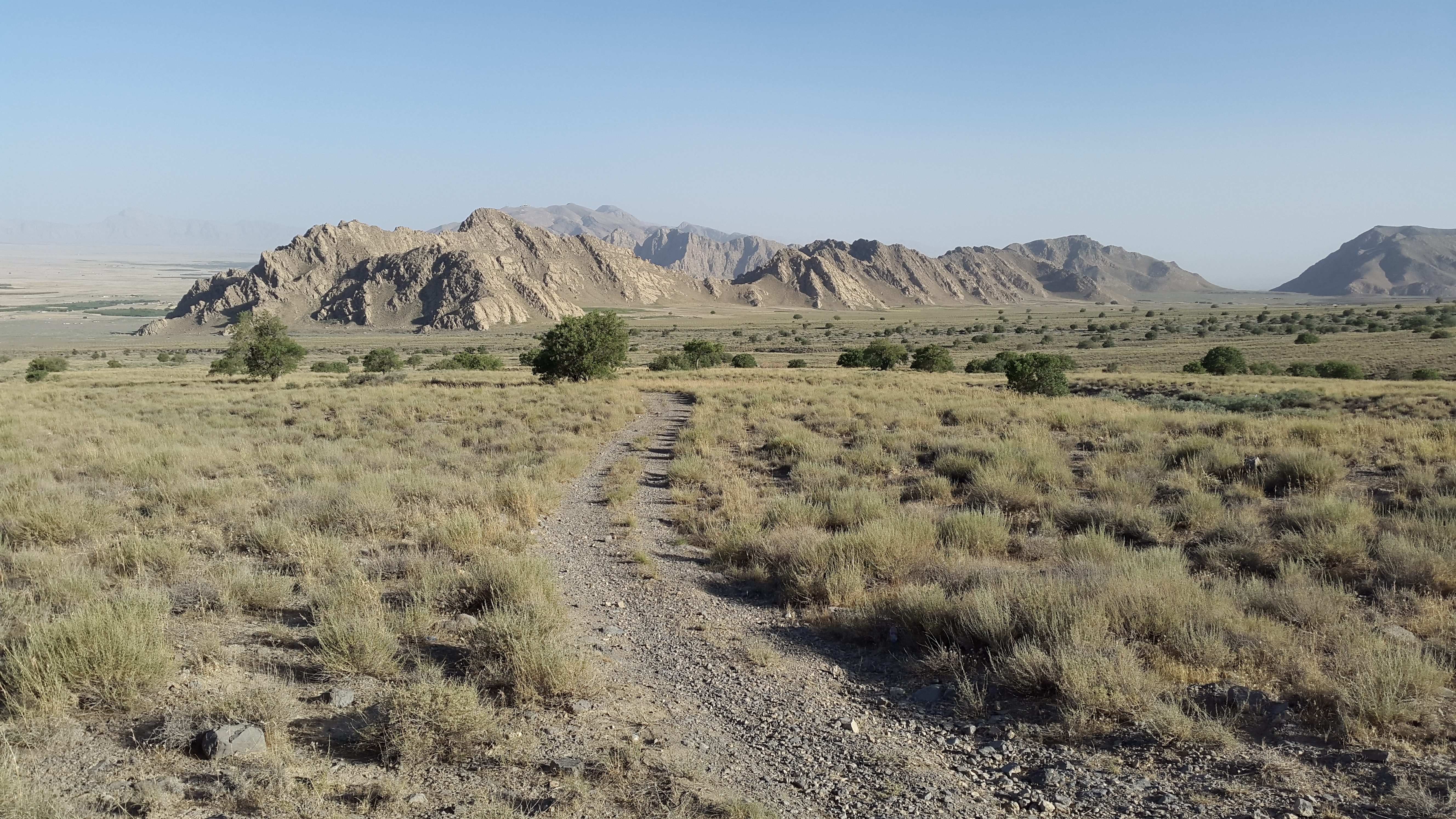
Paysage du district.

L'actuel district fait partie de l'État princier de Kalat à partir du XVIIe siècle et jusqu'à sa dissolution le 14 octobre 1955, date à laquelle il rejoint la province pakistanaise du Baloutchistan. Le district de Mastung a été créé en juillet 1991 en divisant le district de Kalat.
Le nom de « Mastung » est dérivé des mots brahouis « mas » signifiant montagne et « tung » signifiant ouverture.
Le 13 juillet 2018, le district est frappé par l'une des plus meurtrières attaques terroristes du pays : un attentat-suicide tue près de 150 personnes, dont la cible, un candidat du Parti baloutche Awami, dans le cadre de la campagne des élections législatives. 

## Démographie
Lors du recensement de 1998, la population du district a été évaluée à 164 645 personnes, dont environ 15 % d'urbains. Le taux d'alphabétisation était de 28 % environ, soit bien moins que la moyenne nationale de 44 %. Il se situait à 38 % pour les hommes et 16 % pour les femmes, soit un différentiel de 22 points, contre 25 pour la moyenne nationale.
En 2009, l'alphabétisation est estimée à 37 % par les autorités, dont 56 % pour les hommes et 11 % pour les femmes.
Le recensement suivant mené en 2017 pointe une population de 266 461 habitants, soit une croissance annuelle moyenne de 3 %, un peu inférieure à la moyenne provinciale de 3,4 % mais nettement supérieure à la moyenne nationale de 2,4 %. Le taux d'urbanisation baisse un peu pour passer à 13 %.
Le district est principalement peuplé par des Baloutches et Pachtounes. Les principales langues parlées sont le baloutche, le persan et le brahoui. Le district compte de faibles minorités religieuses : 0,4 % de chrétiens et 0,2 % d'hindous en 1998.

## Administration

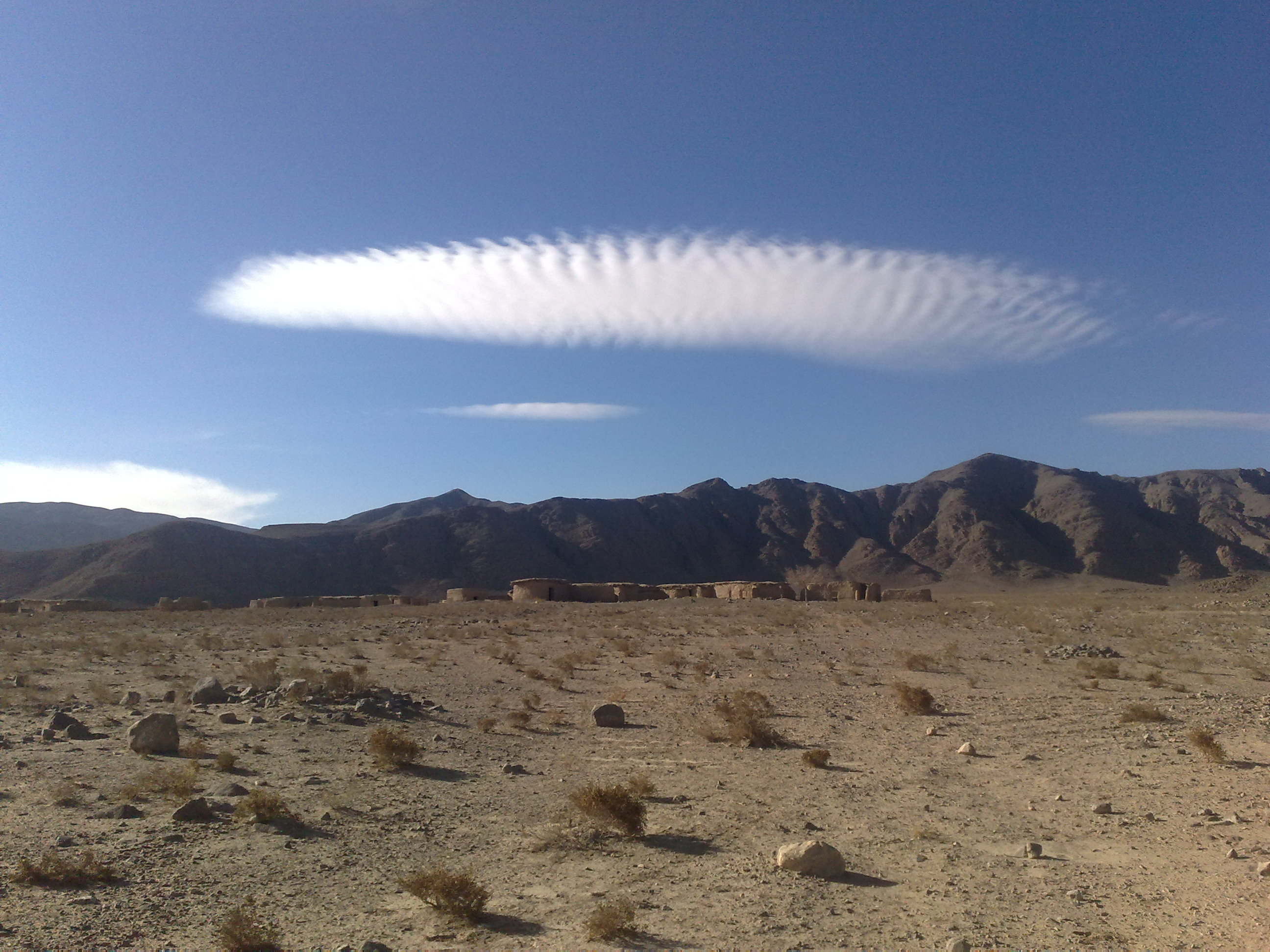
Paysage du tehsil de Dasht.

Lors du recensement de 2017, le district est divisé en quatre tehsils ou sous-tehsils ainsi que 13 Union Councils. 
| Tehsil     | Population (rec. 2017) |
| ---------- | ---------------------- |
| Dasht      | 64 768                 |
| Khad Kocha | 39 060                 |
| Kirdgap    | 28 650                 |
| Mastung    | 133 983                |

La capitale Mastung est la seule ville du district, c'est-à-dire considérée comme une zone urbaine par les autorités de recensement. Elle regroupe 13 % de la population du district. 
| Ville   | Population (rec. 2017) |
| ------- | ---------------------- |
| Mastung | 35 129                 |

## Économie et éducation

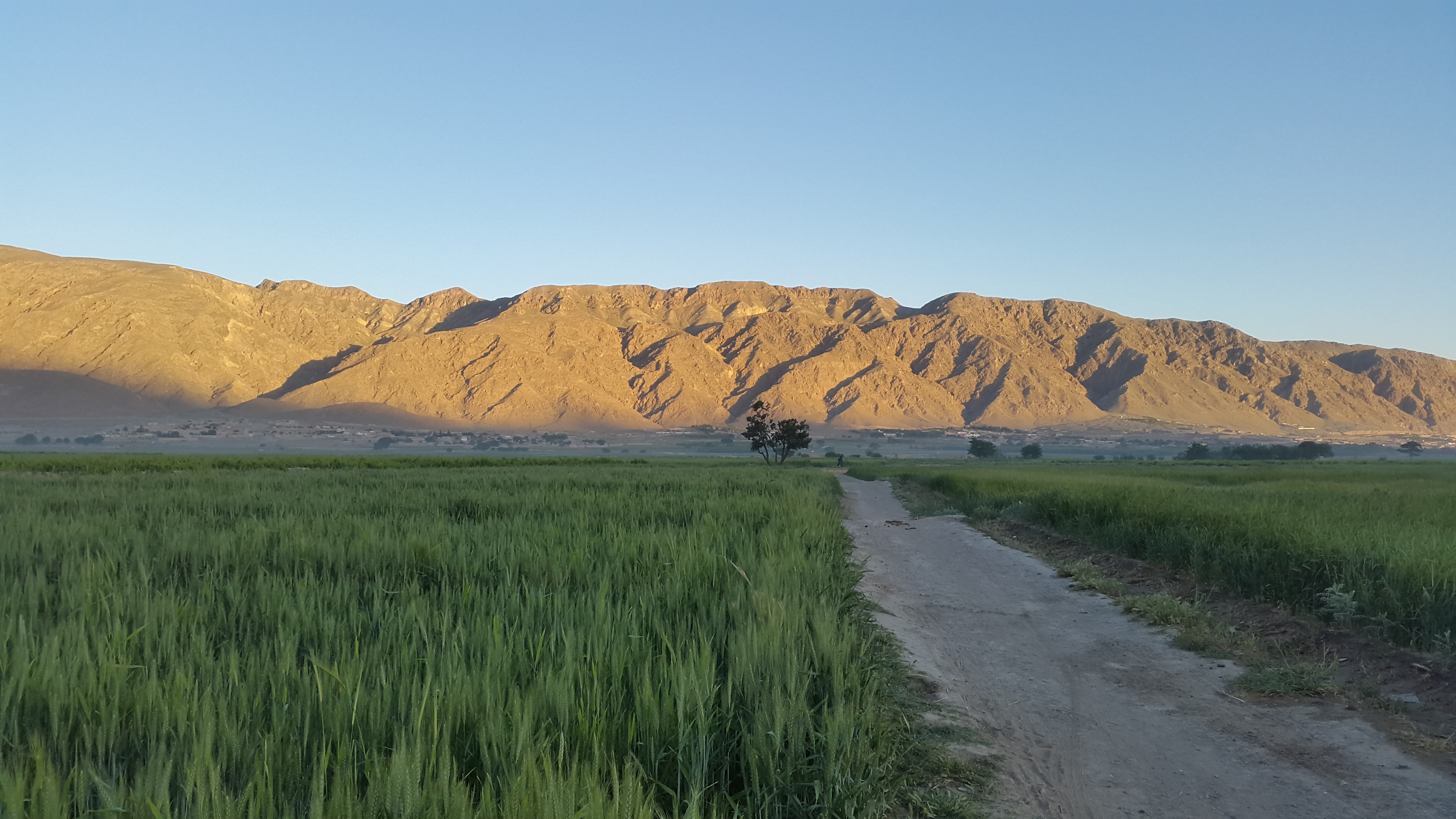
Champs cultivés dans le district.

La population vit principalement sous un climat sec qui rend l'agriculture difficile. Près de 20 % de la superficie totale est cultivée, soit environ 1 000 kilomètres carrés, avec une production surtout orientée vers le blé, l'orge, du cumin, des oignons, des pommes, des abricots et du raisin notamment. L'élevage de chèvres et de moutons est également une source importante de subsistance.
Le district contient quelques mines qui produisent du calcaire (225 tonnes en 2010) et de la fluorine (102 tonnes).
Les services publics sont peu développés dans le district, notamment les infrastructures scolaires qui sont manquantes. Seuls 35 % des enfants sont scolarisés dans le primaire en 2009, et ce taux chute à 20 % pour l'enseignement secondaire.
La capitale Mastung est connectée à la route nationale no 25 qui relie Quetta à Khuzdar.

## Politique
De 2002 à 2018, le district est représenté par la circonscription no 38 à l'Assemblée provinciale du Baloutchistan. Lors des élections législatives de 2008, elle a été remportée par un candidat du Parti du peuple pakistanais (PPP), et durant les élections législatives de 2013, par un candidat du Parti national. À l'Assemblée nationale, il est partiellement représenté par la circonscription no 268, qu'il partage avec le district de Kalat. Lors des élections de 2008, elle a été remportée par un candidat du PPP, et durant les élections de 2013, par un candidat du Parti national.
Depuis le redécoupage électoral de 2018, le district est partiellement représenté par la circonscription no 267, qu'il partage avec les districts de Kalat et Shaheed Sikandarabad. Au niveau provincial, il est représenté par la circonscription no 35. Lors des élections législatives de 2018, la circonscription nationale est remportée par un candidat du Muttahida Majlis-e-Amal,.